# Kurt-Lee Arendse
Kurt-Lee Arendse (* 17. června 1996 Paarl) je ragbista hrající za jihoafrickou reprezentaci na pozici pravého křídla a zadáka. Od prosince 2024 bude hrát za japonský tým Sagamihara Dynaboars. V United Rugby Championship byl zvolen v sezoně 2022/23 a 2023/24 do nejlepší sestavy roku jako hráč jihoafrického klubu Bulls.
Na MS 2023 se stal mistrem světa. Na Rugby Championship 2023 položil nejvíce pětek (3) a v roce 2024 tento turnaj se svou zemí vyhrál. Za sedmičkovou reprezentaci  hrál v letech 2019 a 2021. Za patnáctkovou reprezentaci začal hrát v roce 2022.